# Ischaemum yadavii
Ischaemum yadavii là một loài thực vật có hoa trong họ Hòa thảo. Loài này được Gad & Janarth. mô tả khoa học đầu tiên năm 2007.